# L'uccello del malaugurio
L'uccello del malaugurio (titolo originale Olycksfågeln) è un romanzo giallo della scrittrice svedese Camilla Läckberg pubblicato in Svezia nel 2006.
È il quarto libro della serie che ha per protagonisti la scrittrice Erica Falck e il poliziotto Patrik Hedström.

## Trama
Mentre il detective Patrik Hedström sta organizzando i preparativi per il matrimonio con Erica, l'amministrazione comunale della tranquilla cittadina di Tanum cerca di attirare su di sé l'attenzione dei media ospitando un reality show. Il produttore del reality sa che gli scandali aumentano l'audience ed è quindi pronto ad inasprire le tensioni già presenti tra i concorrenti. Tutto questo mentre le indagini su Marit, una donna morta in strane circostanze, apparente vittima di un incidente stradale provocato da ebbrezza, procedono a rilento. Venuto in possesso del diario di una concorrente del reality trovata brutalmente uccisa, Patrik inizia a districare i fili di una matassa in cui minacce, segreti e menzogne si mescolano assieme. Ma una volta trovato il collegamento con altri incidenti avvenuti tempo prima con medesime modalità in varie località della Svezia, l'ombra di un serial killer si affaccia fra i fiordi della tranquilla municipalità. Qual è il segreto che lega Marit alle altre vittime degli "incidenti"? Dopo aver casualmente scoperto la vicenda di due gemelli scomparsi nel nulla decenni prima a Fjällbacka, il protagonista riuscirà finalmente a fare chiarezza su una storia di follia e vendetta.

## Personaggi

### Stazione di polizia di Tanum
- Patrik Hedström: detective
- Bertil Mellberg: commissario
- Martin Molin: detective
- Gösta Flygare: detective
- Annika Jansson: segretaria
- Hanna Kruse: detective (nuova arrivata)

### Personaggi principali
- Erling Larson: sindaco di Tanum
- Fredrik Rehn: produttore del reality show
- Lillemor "Barbie" Persson: concorrente del reality
- Jonna, Calle, Uffe, Tina, Mehmet: concorrenti del reality
- Lars Kruse: psicologo del reality, marito di Hanna
- Marit Kaspersen:  vittima di un apparente incidente stradale
- Ola Kaspersen: ex marito di Marit
- Kerstin: compagna di Marit

### Personaggi secondari
- Erica Falck: scrittrice, compagna di Patrik
- Anna Falck: sorella di Erica

## Opere derivate
Nel 2010 è stato presentato l'adattamento del romanzo nell'omonimo film per la televisione, diretto da Jonas Grimås: Elisabet Carlsson interpreta il ruolo di Erica Falck e Niklas Hjulström quello di Patrik Hedström.

## Edizioni
- Camilla Lackberg, L'uccello del malaugurio, traduzione di Laura Cangemi, Marsilio, 2012. ISBN 978-88-317-1355-9.
- Camilla Lackberg, L'uccello del malaugurio, traduzione di Laura Cangemi, Marsilio, 2013. ISBN 978-88-317-1591-1.
- Camilla Lackberg, L'uccello del malaugurio, traduzione di Laura Cangemi, Marsilio, 2014. ISBN 978-88-317-1810-3.
- Camilla Lackberg, L'uccello del malaugurio, traduzione di Laura Cangemi, Universale Economica Feltrinelli, 2018. ISBN 978-88-317-1276-7.